# 本秀康
本 秀康（もと ひでやす、1969年3月3日 - ）は、イラストレーター・漫画家である。京都府出身。神奈川県立神奈川工業高等学校デザイン科卒業。

## 来歴
1988年から行われていた『ビッグコミックスピリッツ』のギャグマンガ大賞「相原賞」を“安藤アイラブハー”名義で受賞した後、『ガロ』1995年7月号掲載の入選作「パーティー大好き」でプロデビュー。この時期はサラリーマン兼業で川崎市のリクルートに勤めていた。
1998年には初の単行本となる『たのしい人生』が青林工藝舎より刊行される。
『アックス』などのマイナー誌や『ビッグコミック』、『クイックジャパン』などでも連載。音楽にも強いということで音楽雑誌などにも「レコスケくん」の連載を持つ。『月刊IKKI』でも「ワイルドマウンテン」を2003年から2010年まで連載する。
ジョージ・ハリスンの熱狂的ファン、コレクターとしても有名である。また自身がレコードコレクターであることから、2014年には7インチ・シングル盤限定・アナログレコード専門レーベルとなる「雷音レコード」を立ち上げる。
「ワイルドマウンテン」連載終了後から寡作になり、現在はイラストレーターとしての活動が中心になっている。

## 作風
子供も楽しめるような可愛らしくノスタルジックな画風でありながら、シニカルでブラックな世界観であり、作風はスージー甘金や杉浦茂に影響を受けている。

## 愛犬・モコゾウ
2016年12月27日生まれのオス。ポメラニアンとシーズーのミックス犬。Instagramにアカウントを開設しており、豊かな表情や愛くるしい仕草が人気となる。
2020年には女性誌「CREA」にて『おもしろいぬ モコゾウ劇場』連載開始。2021年9月、福地桃子が出演しているチョーヤ梅酒のCMに登場。また、コラボグッズも数多く発売されている。サブカルチャー雑誌『昭和45年女・1970年女』vol.5（2022年1月31日発売）において、犬特集が組まれ、表紙に起用される。同年1月28日から2月13日、写真家の関由香とともに『関由香×モコゾウ 写真展 雑誌「昭和45年女」カバーボーイ記念』を開催。2024年7月5日には写真集『Jumping 跳んでるモコゾウ写真集』を刊行。

## 作品リスト

### 書籍
- 『たのしい人生』（青林工藝舎、1998年）
  - 『たのしい人生 完全版』（青林工藝舎、2012年6月30日）ISBN 978-4-88379-367-9
- 『君の友だち』（青林工藝舎、1999年）
- 『ハロー・グッドバイ』（河出書房新社、2000年）
- 『レコスケくん』（ミュージックマガジン、2001年）
- 『本秀康名作劇場』（小学館、2003年）
- 『本秀康の描く4ページ』（太田出版、2004年）
- 『ワイルドマウンテン』（小学館『月刊IKKI』2003年 - 2010年）全8巻
- 『レコスケくんCOMPLETE EDITION』（ミュージックマガジン、2007年）
- 『アーノルド』（河出書房新社、河出文庫、2007年）
- 『MOTO book -本本-』（洋泉社、2008年）イラストレーション集
- 『あげものブルース』（亜紀書房、2019年4月25日） ISBN 978-4-7505-1585-4

### 絵本
- ヘンなあさ （笹公人共著、岩崎書店、2008年）
- おしりとり（長崎出版、2010年）絵本
- まじかるきのこさん（イースト・プレス、2011年）絵本
- まじかるきのこさん きのこむらはおおさわぎ（イースト・プレス、2011年）絵本
- ちきゅうのへいわをまもったきねんび（岩崎書店、2012年）絵本
- とりかえちゃん（共著／加藤志異、文溪堂、2012年） 絵本
- クッツケロ（共著／加藤志異、学研プラス、2015年）絵本
- レコスケくん 20th Anniversary Edition（ミュージックマガジン、2016年）

### その他
- 奥田民生 - CUSTOM（ジャケットイラスト）
- キンモクセイ - 「夢で逢えたら」（ジャケットイラスト）
- カーネーション - ジェイソン（ジャケットイラスト）
- 佐橋佳幸 - 佐橋佳幸の仕事（1983-2015） 〜Time Passes On〜（ジャケット・ブックレットイラスト）
- cero (バンド) - WORLD RECORD （ジャケットイラスト）
- ミドリカワ書房 - リンゴガール
- スピッツ - アルバム『ハヤブサ』『スーベニア』アナログ版（共に漫画収録）
- スネオヘアー PV
- チョコレート・ラヴ（音楽出版社 2010年）CDブック。松尾清憲との共作
- フラバルス - ジャケットイラスト、キャラクターデザイン
- 高田みち子 - 『Night Buzz』『TALEA DREAM』（ジャケットイラスト）
- TBS系『爆笑問題のバク天!』 - キャラクターデザイン
- 本谷有希子 - ダ・ヴィンチ連載の『みんなごめん』 - 題字とイラスト
- コカ・コーラ - 缶デザイン、イラスト
- こどもしゅのうかいだん - 『みんなのうた』 - イラスト
- りきしの春（春風亭昇太・著 古典と新作らくご絵本、 2016年） - イラスト